# Cloranfenicol

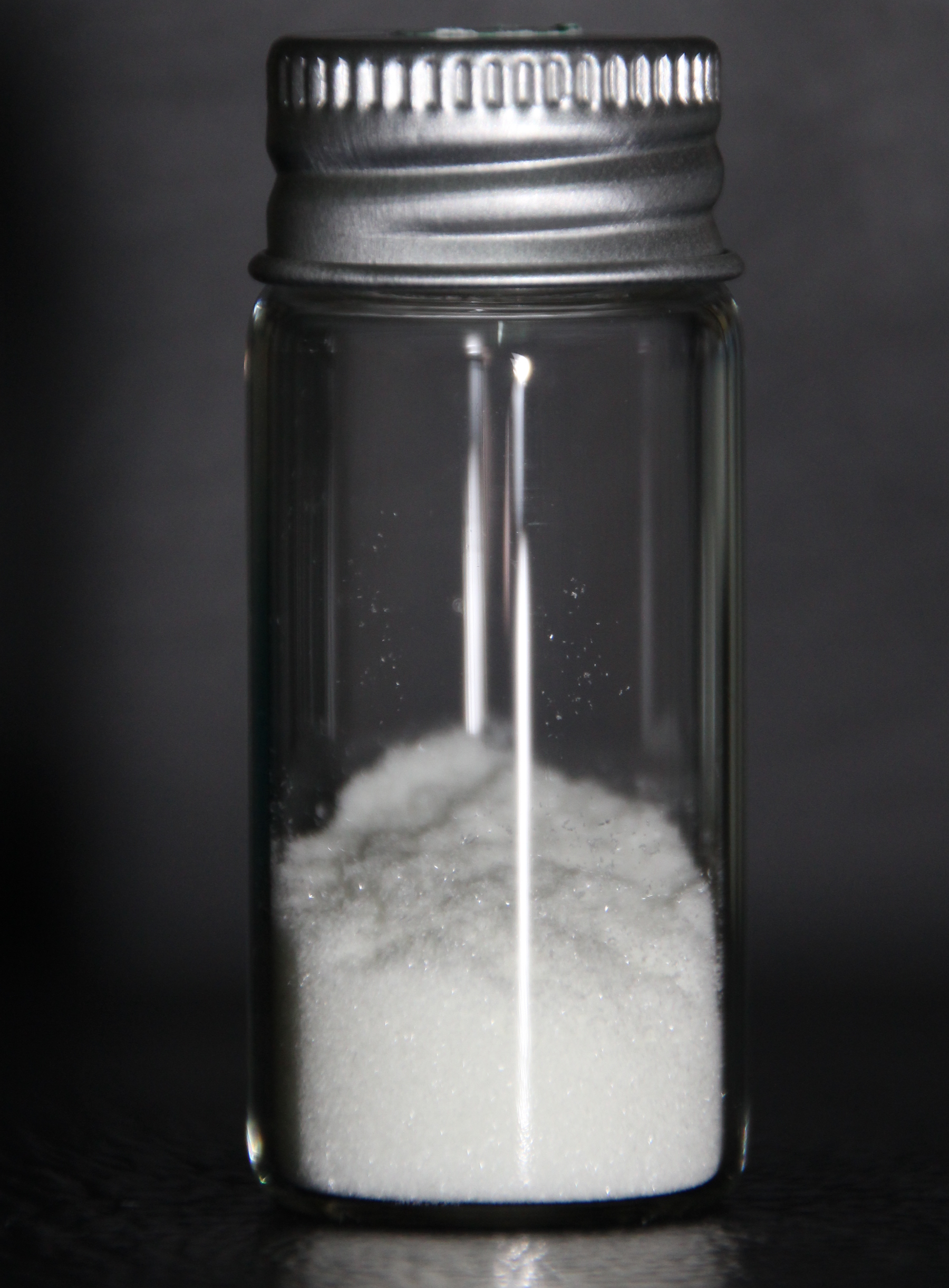
Amostra de Cloranfenicol.

Cloranfenicol é um antibiótico usado para o tratamento de várias infecções bacterianas. Isso inclui o uso como pomada para tratar conjuntivites. Por via oral ou por injeção intravenosa é usado no tratamento de meningite, peste, cólera e febre tifoide . O seu uso por via oral ou por injeção só é recomendado quando antibióticos mais seguros não podem ser usados. Recomenda-se a monitorização dos níveis sanguíneos da medicação e dos níveis sanguíneos a cada dois dias durante o tratamento.
O cloranfenicol ainda é ocasionalmente usado em preparações tópicas (pomadas e colírios) para o tratamento da conjuntivite bacteriana. Existem relatos de casos isolados de anemia aplástica após o uso de colírios de cloranfenicol, mas estima-se que o risco seja da ordem de menos de um em 224.716 prescrições.

## Efeitos colaterais
Efeitos colaterais comuns incluem supressão da medula óssea, náusea e diarreia. A supressão da medula óssea pode resultar em morte. Para reduzir o risco de efeitos colaterais, a duração do tratamento deve ser a mais curta possível. Pessoas com problemas no fígado ou nos rins podem precisar de doses menores. Em crianças pequenas pode ocorrer uma condição conhecida como "síndrome do bebê cinza" que resulta em um estômago inchado e pressão arterial baixa. Seu uso próximo ao final da gravidez e durante a amamentação geralmente não é recomendado. O cloranfenicol é um antibiótico de amplo espectro que tipicamente interrompe a produção de proteínas. Exerce o seu efeito bacteriostático por ligação irreversível à peptidil transferase da subunidade 50S ribossómica, bloqueando assim a elongação do peptídeo. 
O cloranfenicol foi descoberto após ser isolado do Streptomyces venezuelae em 1947. A sua estrutura química foi identificada e produzida artificialmente em 1949, tornando-se o primeiro antibiótico a ser produzido em vez de ser extraído de um microrganismo.:26 Está na Lista de Medicamentos Essenciais da Organização Mundial de Saúde, os medicamentos mais eficazes e seguros necessários em um sistema de saúde. Está disponível como medicamento genérico.

## Resistência
Resistência ao cloranfenicol é observada em bactérias que produzem uma cloranfenicol acetiltransferase codificada por plasmídeo, que catalisa a acetilação do grupo 3-hidróxido do cloranfenicol. O produto é incapaz de se ligar à subunidade 50S ribossómica.
Menos comummente, mutações cromossómicas alteram proteínas (porinas) da membrana externa, fazendo com que bacilos Gram negativos se tornem menos permeáveis. 

## Aspectos Farmacocinéticos
Administrado oralmente, o cloranfenicol é absorvido rápida e completamente, atingindo concentração máxima no plasma após duas horas. Também pode ser administrado por via parenteral. O fármaco é largamente distribuído pelos tecidos e fluidos corporais, incluindo o LCR; a meia-vida é de aproximadamente duas horas. Cerca de 10% do cloranfenicol é excretado, inalterado, pela urina, e o restante é inativado no fígado.